# Otto V. (Bayern)

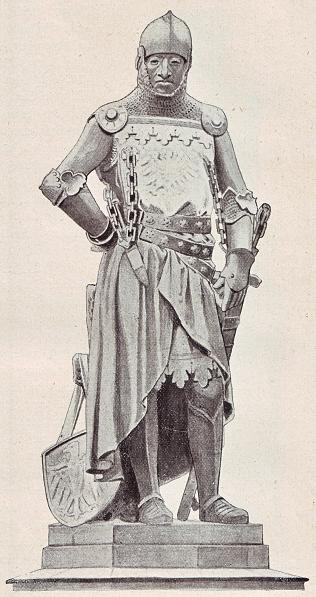
Standbild von Otto V. in der ehemaligen Siegesallee in Berlin von Adolf Brütt, 1899

Otto V. der Faule (* 1346; † 15. November 1379 auf Burg Wolfstein an der Isar, Bayern), aus  dem Adelsgeschlecht Wittelsbach (zeitweise in der Pfalz und Bayern regierend), war von 1347 bis 1351 Herzog vom Teilherzogtum (Ober-)Bayern, ab 1351 nominell Mitregent und als Otto V. ab 1365 Markgraf von Brandenburg sowie Erzkämmerer und Kurfürst des Heiligen Römischen Reiches. Mit dem Ende seiner Regentschaft im Jahre 1373 endete auch die Ära der Wittelsbacher in der Mark Brandenburg. Ab 1373 bis zu seinem Tode war Otto Herzog von Bayern-Landshut.
Otto V. der Faule ist nicht zu verwechseln mit Otto (V.) dem Langen (nach 1244–1298), einem Sohn des askanischen Markgrafen Otto III.

## Zeitgeschichtlicher Hintergrund
Mit Ottos Vater Ludwig IV. dem Bayern stellten die Wittelsbacher 1314 erstmals den römisch-deutschen König. Ludwig, der sich erst nach langem Ringen gegen seinen Konkurrenten Friedrich den Schönen aus dem Hause Habsburg durchgesetzt hatte, baute die Hausmacht seiner Familie planvoll aus: Zusätzlich zu den angestammten Besitzungen in Bayern und der Pfalz erwarb er Brandenburg und Tirol sowie Holland, Seeland und den Hennegau. Nach seinem Tod 1347 fielen diese Gebiete an seine sechs Söhne Ludwig den Brandenburger, Stephan II., Ludwig den Römer, Wilhelm I., Albrecht I. und Otto V.
Das Todesjahr Ludwigs IV., 1347, stellt einen Einschnitt in der Geschichte Europas dar. Der Schwarze Tod, eine Pestepidemie ungeahnten Ausmaßes, verbreitete sich auf dem ganzen Kontinent. Zu den verheerenden ökonomischen und demografischen Auswirkungen der Pest trat der 1337 ausgebrochene Hundertjährige Krieg zwischen England und Frankreich. Auch der Einfluss der Kirche, die sich 1378 im Avignonesischen Schisma für vier Jahrzehnte spaltete, ging zurück. Wegen dieser Entwicklungen spricht man für die Zeit, in die Otto geboren wurde, auch von der Krise des Spätmittelalters.
Zunächst setzten Ottos ältere Brüder die Reichspolitik ihres verstorbenen Vaters fort. Erst im Februar 1350 erkannten auch die Wittelsbacher Karl IV. als neuen König an und verpflichteten sich ihm die Reichskleinodien auszuliefern.

## Leben

### Frühe Jahre
Otto war ein Sohn Kaiser Ludwigs des Bayern mit Margarete von Holland. Ein Jahr nach seiner Geburt starb sein Vater, und Otto wuchs in der niederländischen Heimat seiner Mutter unter Vormundschaft seines Bruders Ludwig V. auf. Ein Grund für den schweren Konflikt seiner Mutter mit seinem Bruder Wilhelm um die Niederlande ab 1350 waren auch die ausbleibenden Gelder, die für Ottos Versorgung bestimmt waren. Ihrem kleinen Sohn Otto hatte sie zudem bereits mit der Anwartschaft auf die Burggrafschaft Seeland mit der Herrschaft Voorne bedacht, aus der sie nach dem Tod von Mechtild, Herrin von Voorne († 1372), Einnahmen von 4000 Pfund an Turnosen lukrieren würde.
Im Dezember 1351 gab Ludwig V. die Mark Brandenburg mit dem Luckauer Vertrag an seine Brüder Ludwig VI. den Römer und Otto, im Tausch gegen die Herrschaft in Oberbayern. Ludwig der Römer, der gegen den Bruder Wilhelm auf Seiten der Mutter stand, konnte in deren Kampf um die Niederlande dann zuletzt immerhin Ottos später mit Geld abgelösten Anspruch auf die Herrschaft Voorne und die Burggrafschaft Seeland sichern. Im Januar 1356 wurde Ludwig die Kurfürstenwürde sowie das Erzamt des Erzkämmerers bestätigt, die Kaiser Karl IV. durch die Goldene Bulle fest mit der Markgrafenwürde von Brandenburg verband. Dadurch wurden jedoch nur bereits lange bestehende Gegebenheiten offiziell festgeschrieben. Ab 1360 wurde dann der herangewachsene Otto nominell an der Herrschaft in Brandenburg beteiligt.

### Kurfürst von Brandenburg
Mit dem Tode Ludwigs des Römers Anfang 1365 übernahm Otto die Regentschaft in Brandenburg und reiste im März von Prag aus in die Mark. Durch die Finanzlage und die Politik seines Bruders war Otto zunächst an Kaiser Karl IV. gebunden, auch schwächte der gleichzeitige Tod von Ludwigs Hauptmann Friedrich von Lochen den Wittelsbacher. Bereits zwei Jahre zuvor hatte der Kaiser mit den kinderlosen Brüdern vertraglich die Nachfolge seines Sohnes Wenzel als Kurfürst für den Fall ihres Todes ohne Nachkommen vereinbart. Ludwig war mit seinen bayerischen Brüdern Stephan und Albrecht wegen der Kur und der bayerischen Erbfolge nach dem Tode ihres Neffen Meinhard in Streit geraten, was Karl IV. zielstrebig für die Vergrößerung seiner Hausmacht ausnutzte, nachdem auch Otto 1364 auf seine angestammten Rechte in Bayern gepocht hatte.
Am 19. März 1366 schloss Otto mit der sogenannten „Doppelhochzeit von Prag“ die Ehe mit Katharina von Luxemburg (1342–1395), der zweiten Tochter Karls IV., die zuvor bereits seit 1357 mit Rudolf IV. von Österreich (1339–1365) verheiratet gewesen war. Am gleichen Tag fand auch die Vermählung zwischen Katharinas Schwester Elisabeth, die für Otto ursprünglich als Braut angedacht war, und dem Habsburger Albrecht III., Herzog von Österreich, den jüngeren Bruder Rudolfs IV., statt, der am 26. März 1366 ebenfalls einen Erbvertrag mit dem Haus Luxemburg bestätigte. Ottos Ehe, die nur aus politischen Gründen geschlossen wurde, um Karls Machtambitionen in Brandenburg durchzusetzen, blieb kinderlos. Katharina lebte auch während der Ehe weiterhin in Prag, wo sich nun allerdings auch Otto oft aufhielt. Otto übergab nach der Trauung seinem Schwiegervater für sechs Jahre weitgehend die Verwaltung der durch Hungersnöte und Fehden verarmten Mark Brandenburg. Ottos Herrschaft war jedoch durchgehend von einer regen Urkundentätigkeit gekennzeichnet, ansonsten vernachlässigte er die Regierungsgeschäfte und zog Vergnügungen vor. 1367 gab er die Mark Lausitz (Niederlausitz), die zuvor schon an die Wettiner verpfändet war, an Karl IV. als Pfand. Ein Jahr später verkaufte er die Stadt Deutsch Krone an den polnischen König Kasimir den Großen. Darüber hinaus lag Otto in ständigem Streit mit Pommern, Mecklenburg und Sachsen-Lauenburg um alte Lehensrechte und Besitzungen.
In der Folge verschlechterte sich die Beziehung zu Karl IV. Schon 1370 soll Karl während der Hochzeitsfeierlichkeiten Wenzels mit Ottos Nichte Johanna Druck auf den brandenburgischen Kurfürsten ausgeübt haben, der sich seit 1368 zusehends von Karl emanzipiert hatte und dabei Unterstützung beim heimischen Adel fand. Otto hatte auch während des zweiten Italienzugs des Kaisers 1368–69 die landfremden, von Karl eingesetzten Brandenburger Räte entfernt. Weder verließ Otto nun die Mark für längere Zeit noch bestellte er einen Vertreter, auch fand er Unterstützung bei den Bischöfen von Havelberg und von Brandenburg. Die Zustände in dem künftig für seinen Sohn Wenzel vorgesehenen Kurfürstentum veranlassten Karl IV. im Juni 1371 zum Einmarsch in Brandenburg. Otto setzte sich jedoch schon zuvor gegen Karl zur Wehr, da er sich nicht damit abfand, zu Lebzeiten enterbt zu werden. Mit seinem bayerischen Bruder Stephan II. hatte Otto sich bereits auf dem Nürnberger Reichstag im September 1370 versöhnt. Zusammen mit Stephan ging er nun gegen Karl vor, ließ Stephans zweitem Sohn, seinem Neffen Friedrich, im April 1371 durch die traditionell pro-wittelsbachischen neumärkischen Stände huldigen und veröffentlichte im Juni eine Klageschrift gegen den Kaiser. Danach kam es zu kriegerischen Auseinandersetzungen, bei denen Karl mit dem Erzbistum Magdeburg, Pommern, Mecklenburg und Sachsen-Wittenberg verbündet war, während die Wittelsbacher auf die Hilfe der Wettiner in Meißen und auf Pilgrim von Salzburg sowie Ludwig I. von Ungarn zählen konnten. Teile der Mark verpfändete Otto nun an Friedrich, um Geldmittel zu erhalten. Im Oktober wurde in Pirna ein Waffenstillstand geschlossen, der bis Pfingsten 1373 dauerte. Währenddessen gab es keine nennenswerten Absetzbewegungen des Brandenburger Adels von Otto. Bei den anschließend wieder aufgeflammten Kämpfen der Häuser Luxemburg und Wittelsbach um das Kurfürstentum Brandenburg wurde die Kathedrale in Lebus 1373 durch Truppen Karls IV. zerstört.

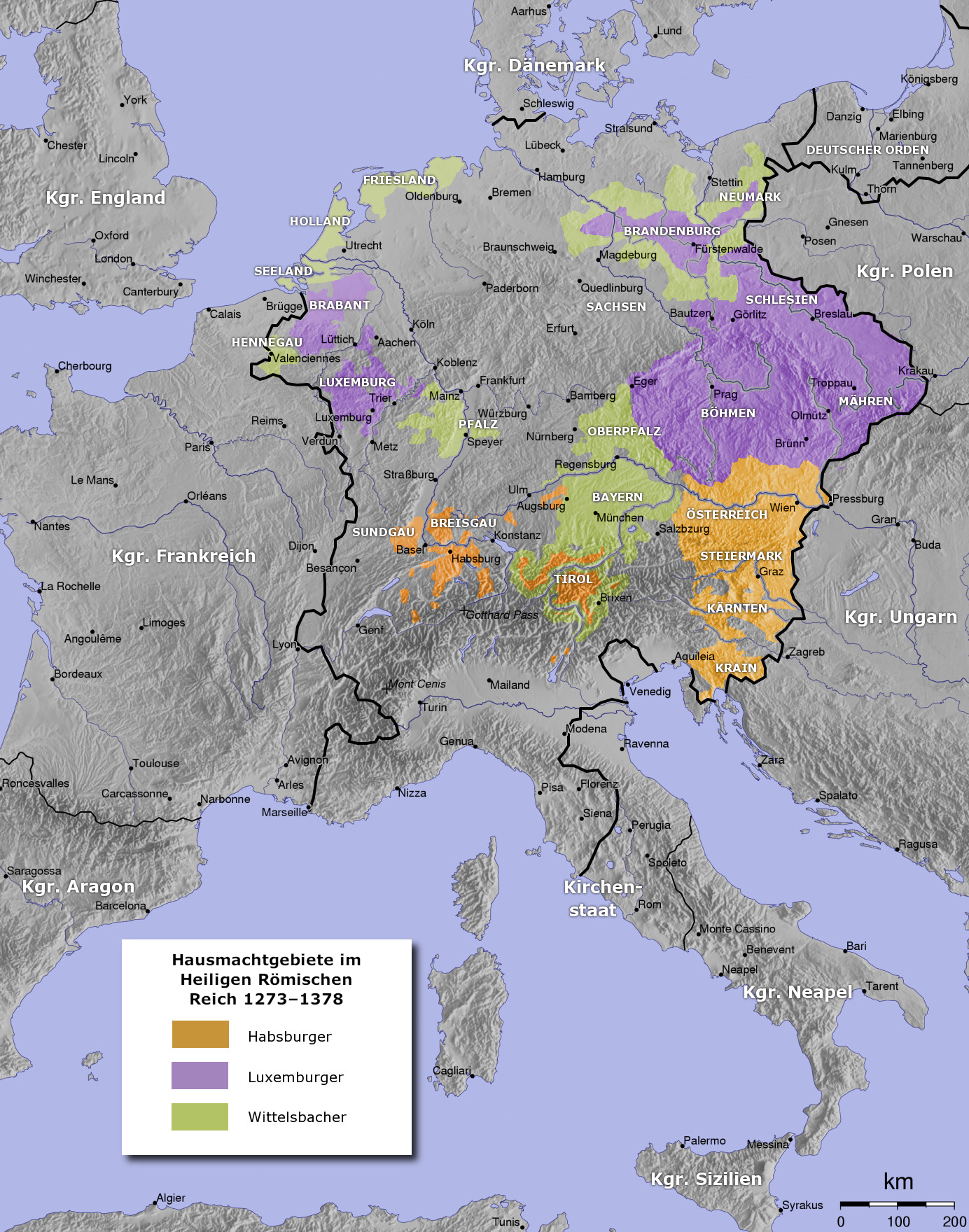
Das Heilige Römische Reich in der Mitte des 14. Jahrhunderts. 1363/1369 fiel Tirol an die Habsburger, 1373 ging auch Brandenburg den Wittelsbachern wieder verloren. Die niederländischen Grafschaften brachte 1433 Burgund an sich.

Karl gelang es jedoch 1372, die Verlobung seines erst vierjährigen Sohnes Sigismund mit der Erbin König Ludwigs von Ungarn zu arrangieren. Erst nachdem daraufhin Ludwig von Ungarn, der als Nachfolger Kasimirs auch König von Polen war, die Seiten wechselte, ging mit dem im August 1373 durch den Vertrag von Fürstenwalde besiegelten Verkauf der Kurmark für 500.000 Gulden an Karl IV. die Mark Brandenburg schließlich auch de jure an die Luxemburger über. Otto behielt jedoch nach dem Vertrag die Kurwürde bis an sein Lebensende sowie das Erzkämmereramt. Sogar den Titel eines Markgrafen von Brandenburg konnte Otto behalten. Otto führte dann 1376 bei Wenzels Königswahl, die noch zu Lebzeiten Karls erfolgte, tatsächlich die brandenburgische Kurstimme, wenn auch nachträglich.

### Späte Jahre als Herzog von Bayern
Darüber hinaus wurde Otto mit nordgauischen Besitzungen durch Karl IV. entschädigt, der damit sein Projekt, Böhmen nach Westen auszudehnen, weitgehend aufgab. Karl IV. gab seinem Schwiegersohn „Schlösser, Städte und Land Flozz, Hirsaw, Sultzpach, Rosenberg, … Neitstein, Harsprugk und Lauffen … Holenstain, … Hochenfels … gegen eine Pfandsumme von 100.000 fl.“, behielt sich aber den strategisch wichtigen Stützpunkt Rothenberg und den Regnitzübergang Erlangen vor. Durch diese Maßnahme Karls wurde das später von Historikern Neuböhmen genannte Land in der Oberpfalz, das Ottos Vetter Kurfürst Ruprecht einst an Böhmen gegeben hatte, geteilt: Der südliche Teil mit der bisherigen Hauptstadt Sulzbach kam wieder an die Wittelsbacher, das nördliche, restliche Territorium blieb bei Böhmen, bis Karls Sohn Wenzel es später ebenfalls, diesmal an den pfälzer Wittelsbacher König Ruprecht, verlor. Auch die seit 1355 umstrittene Burg Donaustauf fiel wieder an die Wittelsbacher.
Nach seiner Entmachtung in Brandenburg lebte Otto in Bayern, wo ihn sein Bruder Stephan II. als Mitregenten anerkannte. Seine neuen nordgauischen Besitzungen brachte Otto in die gemeinsame Herrschaft ein. Durch die hohen Entschädigungssummen für Tirol und Brandenburg gelangen den Herzögen später weitere Erwerbungen zur Abrundung ihres Territoriums, so in Niederbayern Gebiete um die Herrschaften Julbach und Erneck bei Simbach (1377), Ratzenhofen bei Abensberg (1377) und Baumgarten (1379). Auch danach wurden noch weitere ehemalige Adelsherrschaften innerhalb Bayerns erworben.
Katharina lebte zeitweise mit ihrem Mann in München, jedoch bald immer wieder häufiger bei ihrem Vater in Prag. Die Ehe zwischen Katharina und Otto verlief unglücklich, vor allem wegen der Kinderlosigkeit des Paares. Der Wittelsbacher warf Karl IV. vor, er habe ihn wissentlich mit einer unfruchtbaren Frau verheiratet, um den im Erbvertrag von 1363 geregelten Erbfall der Mark Brandenburg an Böhmen zu beschleunigen. So kam es auch, dass Otto eine nicht standesgemäße Liebesbeziehung mit einer Müllerin einging, und Katharina sich später neben ihrem ersten Mann in Wien begraben ließ.

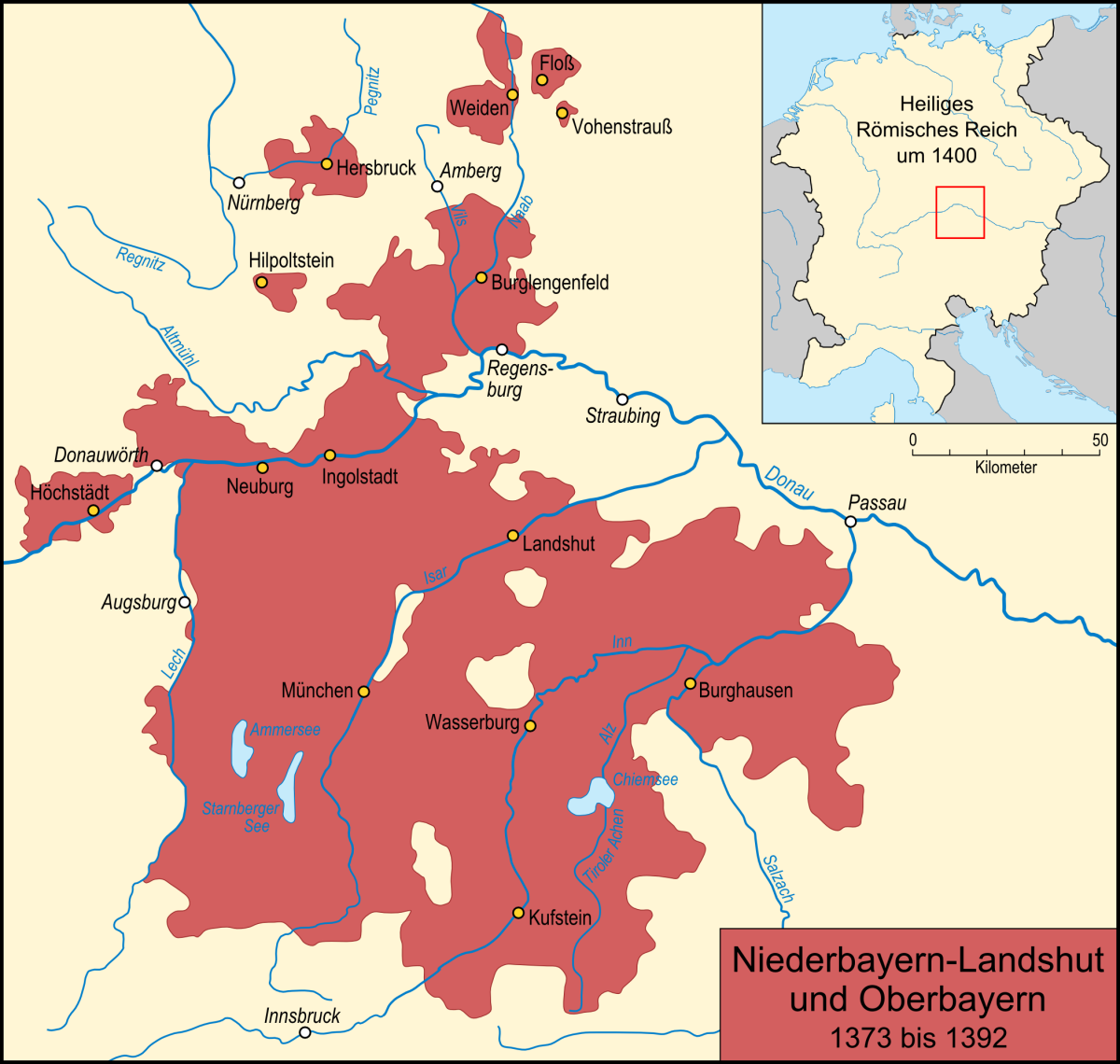
Stephans und Ottos Herrschaftsgebiet 1375

Nach Stephans Tod 1375 teilte sich Otto die Herrschaft in Bayern mit dessen drei Söhnen, die ihn später auch beerbten. Otto verwaltete dabei gemeinsam mit Friedrich das reiche Niederbayern mit seiner Hauptstadt Landshut. Die vier Herzöge hatten sich mit der Landesteilung von 1376 darauf geeinigt, dass zunächst Oberbayern von Stephan III. und Johann II. und Niederbayern von Friedrich und Otto verwaltet wurde. Damit keine der beiden Parteien benachteiligt wurde, sollten die Regierungsgebiete im Zweijahresturnus wechseln. Diese ungewöhnliche Regelung wurde jedoch nicht verwirklicht, stattdessen erfolgten Ausgleichszahlungen.
Otto nahm 1377 an einer Pilgerfahrt ins Heilige Land teil und erhielt den Ritterschlag am Heiligen Grabe. Am beginnenden Konflikt mit dem Schwäbischen Städtebund, der auch durch Ottos brandenburgische Entschädigungszahlungen ausgelöst wurde, beteiligte er sich nicht.
Ende 1379 starb Otto auf der Burg Wolfstein bei Landshut. Seine sterblichen Überreste wurden im Kloster Seligenthal bei Landshut beigesetzt.

## Ikonographie
Standbild von Adolf Brütt für die Siegesallee mit den beiden Porträts Thilo von Brügge und Thilo von Wardenberg, enthüllt am 22. März 1899 als Denkmalgruppe 12.
Eine Karikatur des Standbildes zeichnete Lyonel Feininger.